# Awsworth
Awsworth est une paroisse civile et un village du Nottinghamshire, en Angleterre.